# Kamień (Pojezierze Drawskie)
Kamień (niem. Kammin See) – jezioro rynnowe w Polsce położone w województwie zachodniopomorskim, w powiecie drawskim, w gminie Drawsko Pomorskie.
Akwen leży na Pojezierzu Drawskim, na północ od wsi Dołgie.